# John Roycroft
Arthur John Roycroft (Londres, 25 de juliol de 1929) és un compositor d'estudis de finals i escriptor d'escacs anglès.

## Carrera escaquística
El 1959 fou guardonat amb el títol de Jutge Internacional per Composicions d'Escacs. El 1965 va fundar EG, la primera publicaciói dedicada exclusivament als estudis de finals. Roycroft hi va fer d'editor fins al 1991. La revista es continua publicant, tot i que sota la propietat del grup neerlandès ("ARVES"). Roycroft hi va romandre com a editor en cap fins al 2007 quan Harold van der Heijden en prengué les regnes. El seu llibre de 1972 Test Tube Chess (revisat com a The Chess Endgame Study, 1981) és considerada una de les millors obres en anglès sobre els estudis de finals. També va fer d'editor d'estudis de finals per a British Chess Magazine entre 1973 i 1974.
L'adaptació de Roycroft del codi de Guy-Blandford els 1970s va donar com a resultat el Codi Guy–Blandford–Roycroft, una manera eficient d'indexar estudis de finals - o qualsevol altra posició d'escacs. També va col·laborar amb Ken Thompson en l'escriptura de programes per bases de dades de finals amb quatre i cinc peces. Pel cas de dama i peó contra dama alguns dels resultats foren publicats per Roycroft en tres llibres el 1986, anys abans que es publiqués la tablebase en CD.

## Altres activitats

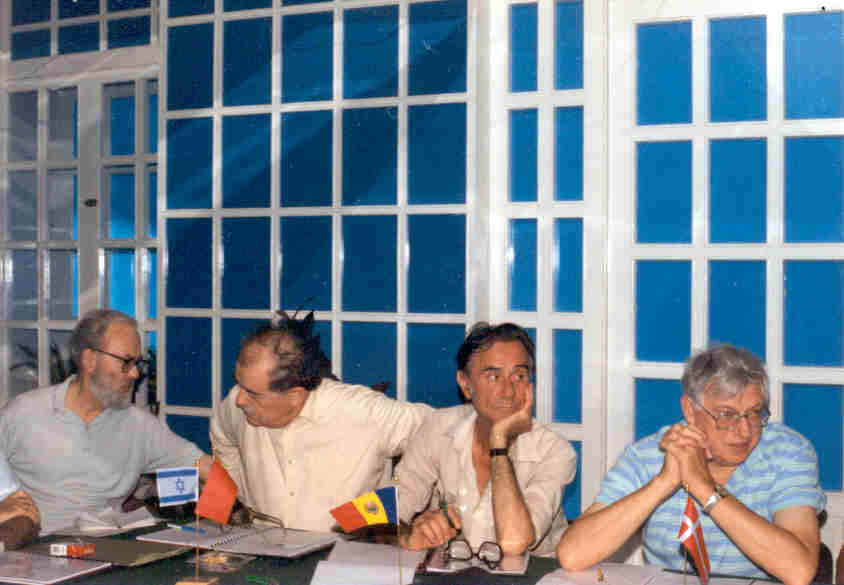
El 1990 a la sessió de la PCCC a Benidorm (d'esquerra a dreta): John Roycroft, Gia Nadareishvili, Virgil Nestorescu i Jan Mortensen

Roycroft va treballar per a IBM a la Gran Bretanya des del 1961 fins que es va retirar el 1987. Des de l'abril del 1984 fins a l'octubre de 1985 fou l'ajudant de Donald Michie (Machine Intelligence Research Unit, Edinburgh, i posteriorment a The Turing Institute, Glasgow). El resultat fou el document "Expert Against Oracle" a Machine Intelligence 11, Clarendon Press 1988.
John Roycroft fou president del Club d'Escacs de Hendon fins que es va mudar a Oxfordshire el 2018, on participa al Club d'Escacs de Cumnor.

## Obres
- Test Tube Chess, Faber and Faber Limited, 1972, ISBN 0-571-09573-9. Revision: The Chess Endgame Study, 1981, Dover.
- Queen and Pawn on a2 against Queen, Chess Endgame Consultants and Publishers, abril 1986, ISBN 1-869874-00-5
- Queen and Pawn on a6 against Queen, Chess Endgame Consultants and Publishers, maig 1986, ISBN 1-869874-05-6
- Queen and Pawn on b7 against Queen, Chess Endgame Consultants and Publishers, juny 1986, ISBN 1-869874-10-2